# Synthetische radio-isotoop

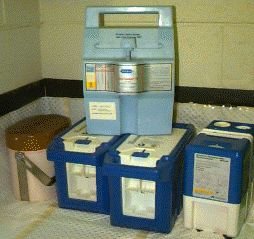
Vijf generatoren van technetium-99m

Een synthetische radio-isotoop is een radio-isotoop die van nature niet op aarde voorkomt en dus aangemaakt moet worden in een kernreactor of een deeltjesversneller. Deze isotopen vinden toepassingen in de industrie en in de geneeskunde (nucleaire geneeskunde).